# Blue Tornado (film)
Blue Tornado è un film del 1991 diretto da Antonio Bido con lo pseudonimo Tony B. Dobb.
Si tratta di un film d'azione nato sulla scia del successo di Top Gun di Tony Scott.

## Trama
Alex Long, comandante di una squadriglia di piloti italiani in servizio presso una Base Nato in Europa, e il suo amico Philip, mentre si trovano in ricognizione, raggiungono il gruppo montuoso del Mongrado, dove vengono improvvisamente abbagliati da dei colpi di luce. Philip perde il controllo dell'apparecchio, che si schianta contro la montagna, invece Alex sotto choc, riesce a tornare a terra. E, qualche giorno dopo si presenta davanti alla commissione d'inchiesta che deve esaminare il caso, ma la commissione non crede alla versione di Alex, e la responsabilità dell'incidente viene attribuita all'errore di Philip. Alex, deluso dal verdetto, conosce Isabella, specialista nello studio dei corpi celesti e degli UFO, la quale vuole aiutarlo a far luce sulla vicenda, e i due intraprendono anche una relazione sentimentale.

## Colonna sonora
Il brano che sentiamo più volte nel film è Keep On Living composto e interpretato dai B 4 Ever.

## Distribuzione
Il film venne distribuito nel circuito cinematografico italiano nell'agosto 1991.